# 孙保存
孙保存（1950年—），汉族，中华人民共和国政治人物、第十一届全国政协委员。
加入中国民主同盟，担任民盟中央委员、天津医科大学肿瘤研究所副所长、病理教研室主任。2008年，当选第十一届全国政协委员，代表医药卫生界，分入第四十六组。